# Chris Coffey
Chris Coffey (Louisville, 8 luglio 1997) è un cestista statunitense.